# Fast Forward
Fast Forward (A marcha forzada en España y Ritmo caliente en Latinoamérica) es una película musical estadounidense de 1985 de Sidney Poitier y protagonizada por John Scott Clough, Don Franklin y Tamara Mark.

## Argumento
Un grupo de danza de adolescentes de Sandusky, Ohio quiere hacer carrera como bailarines. Para ello marchan a Nueva York para participar en un torneo de danza allí llamado El Bombazo, organizado por una empresa de danza llamada Sabol. El grupo consiste en 8 jóvenes, 6 chicas y 2 chicos. Se llaman Matt, Michael June, Debbie, Rita, Francine, Meryl y Valerie. Se van allí, porque el jefe de la empresa Sr. Sabol les ha dado una plaza cuando pudieron ellos contactar con él allí estando comiendo con su mujer en un restaurante.
Desgraciadamente él fallece cuando llegan para el torneo y sus sucesor Clem Friedkin anuncia una postergación de 3 semanas por lo ocurrido, por lo que tienen que danzar en la calle para poder subsistir hasta entonces. Durante esa estancia descubren, que todavía tienen que aprender mucho para llegar a primer nivel, cosa que hacen de forma acelerada y efectiva consiguiendo incluso superar a los que presumieron delante de ellos al respecto. 
Finalmente las tres semanas terminan, pero el Sr. Friedkin no les da una audición a pesar de lo prometido. Cuando tienen que salir de allí, descubren por casualidad la estancia de la mujer del Sr. Sabol, Ida Sabol, que se ha retirado después de la muerte de su marido y le explican la situación. Ella, que todavía es socia en la empresa, hace entonces indagaciones y descubre que Friedkin ha mentido desde el principio. Ha corrompido el torneo para preseleccionar a los finalistas a escondidas teniendo los finalistas además que someterse al chantaje de solo poder participar en la final, si hacen antes un contrato con la empresa de forma exclusiva respecto a sus actividades musicales. También descubre que Friedkin está trabajando para echarla del torneo y de la empresa y que ha destruido con todo ello el legado y la memoria de su marido.
Enfurecida por la situación y viendo el daño que está haciendo, ella se rebela, se vuelve su mánager y se encarga que puedan participar a pesar de todo infiltrándolos en el torneo con la ayuda de aliados suyos en el torneo. Tienen un éxito completo y se vuelven las estrellas de la noche. Una vez hecho ello sin que Friedkin pueda hacer algo al respecto, ella le anuncia que va a hacer como próximo paso un proceso para recuperar la empresa en nombre de su marido para echar a él y a sus secuaces por su corrupción y poner otra vez las cosas en su sitio, cosa que probablemente también ocurrirá.

## Reparto
- John Scott Clough - Matt Sherman
- Don Franklin - Michael Stafford
- Tamara Mark - June Wolsky
- Tracy Silver - Meryl Stanton
- Cindy McGee - Francine Hackett
- Gretchen Palmer - Valerie Thompson
- Monique Cintron - Rita Diaz
- Debra Varnado - Debbie Hughes
- Noel Conlon - Mr. Stanton
- Karen Kopins - Susan Granger
- Irene Worth - Ida Sabol
- Sam McMurray - Clem Friedkin
- David White - Sr. Sabol

## Producción
La película siguió la moda que había a mediados de los años 80 de los bailes juveniles que fue iniciada con películas como Fama (1980) y Flashdance (1983).